# Маргарита Коннаутська
Маргарита Коннаутська (англ. Margaret of Connaught), повне ім'я Маргарита Вікторія Шарлотта Августа Нора Коннаутська (англ. Margaret Victoria Charlotte Augusta Nora of Connaught; (15 січня 1882 — 1 травня 1920) — кронпринцеса Швеції у 1907—1920 роках, уроджена британська принцеса з Саксен-Кобург-Готської династії, донька герцога Коннаутського та Стратгернського Артура та прусської принцеси Луїзи Маргарити, перша дружина кронпринца Швеції, який згодом став королем Густавом VI Адольфом. Бабуся короля Швеції Карла XVI Густава, королеви Данії Маргрете II, титулярної королеви Греції Анни-Марії.
Авторка книг по садівництву.

## Біографія

### Дитинство та юність
Народилась 15 січня 1882 року за часів правління своєї бабусі королеви Вікторії. Стала первістком в родині герцога Коннаутського та Стратгернського Артура та його дружини Луїзи Маргарити Прусської, з'явившись на світ за три роки після їхнього весілля. Була охрещена за англіканським звичаєм архієпископом Кентерберійським Арчібальдом Тейтом 11 березня у каплиці Віндзорського замку. Її хрещеними батьками були обидві бабусі та дідусь Фрідріх Карл, імператор Німеччини Вільгельм I, кронпринцеса Вікторія, герцог Уельський. Мала молодшу сестру Патрицію та брата Артура.

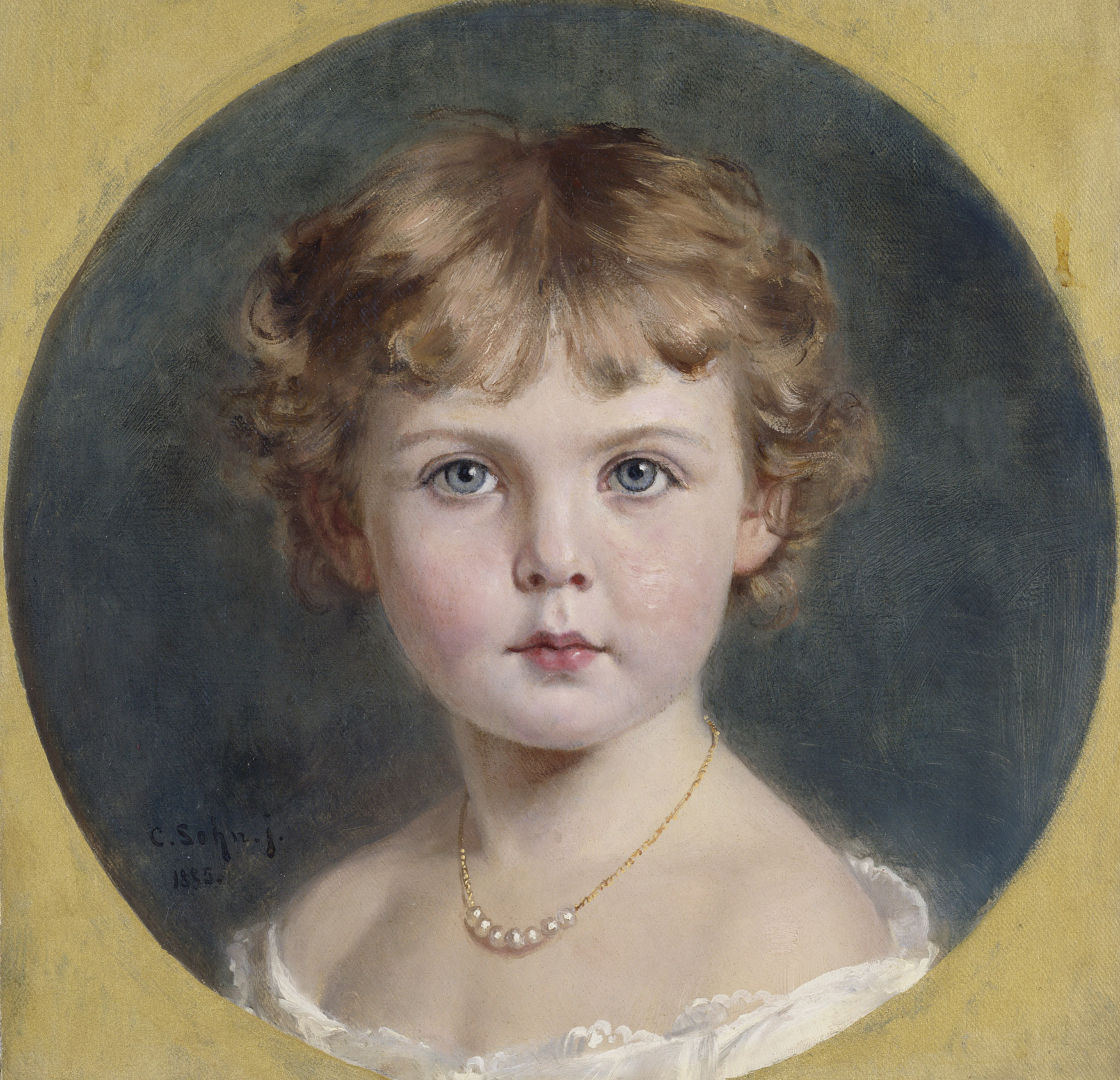
Портрет Маргарити пензля К. Р. Зона, 1885

Офіційною резиденцією родини був Кларенс-гаус у серці Лондону, мали також заміський будинок Багшот Парк в Сурреї. У колі родини принцесу називали Дейзі — з англійської маргаритка. У березні 1898 року у приватній каплиці Віндзорського замку пройшла її конфірмація. Разом із сестрою вони вважалися найкрасивішими принцесами Європи, які мали стати найвигіднішими шлюбними партіями.
У січні 1901 року королем Британії став дядько Маргарити, Едуард VII. Він прагнув влаштувати добрі шлюбні партії своїх племінниць, тому у січні 1905 року сестри Коннаутські вирушили до Лісабону. Планувалося, що дівчата певний час проведуть при португальському дворі з перспективою можливого одруження із португальськими інфантами. Потенційним нареченим Маргарити був герцог Браганса Луїш-Філіпе. Втім, ідея не реалізувалася, і сестри вирушили у подальшу подорож на кораблі «Ессекс». В Іспанії вони познайомилися з молодим королем Альфонсом XIII, проте той також не виправдав їхніх сподівань. Трохи пізніше, в тому ж році, він обрав за наречену їхню кузину Вікторію Євгенію Баттенберг. Після Середземномор'я, принцеси спустилися по Нілу, відвідали Єгипет та Судан, які фактично були британськими володіннями. В Каїрі на честь сестер був даний бал, на якому вони познайомилися зі спадкоємним принцом Швеції та Норвегії Густавом Адольфом. Зустріч була організована його бабусею, королевою Софією, яка прагла породичатися з британським королівським домом. Оскільки він був трохи молодший за Маргариту, планувалося, що союз можливий скоріше з Патрицією, проте він обрав старшу з сестер.
Із Маргаритою вони закохалися з першого погляду. Принц запропонував дівчині стати його дружиною кілька днів потому, 25 лютого, за обідом у лорда Кроумера в британському консульстві. Його пропозиція була прийнята. Батьки нареченої радо вітали цей союз.

### Шлюб та діти
15 червня 1905 у каплиці Святого Георга у Віндзорському замку відбулося весілля 23-річної Маргарити Коннаутської та 22-річного Густава Адольфа Шведського. Незадовго до весілля була прийнята Карлстадтська угода щодо виходу Норвегії з-під влади Швеції.

На нареченій була біла сукня з мереживом та помаранчевими квітами, голову прикрашав вінок з таких самих квітів. Британські журналісти відмічали, що церемонія була скромнішою, ніж зазвичай в королівській родині, та більш наближеною до стриманого скандинавського стилю. Сесіл Хепворт зняв при цьому документальну короткометражку «Королівське весілля у Віндзорі».

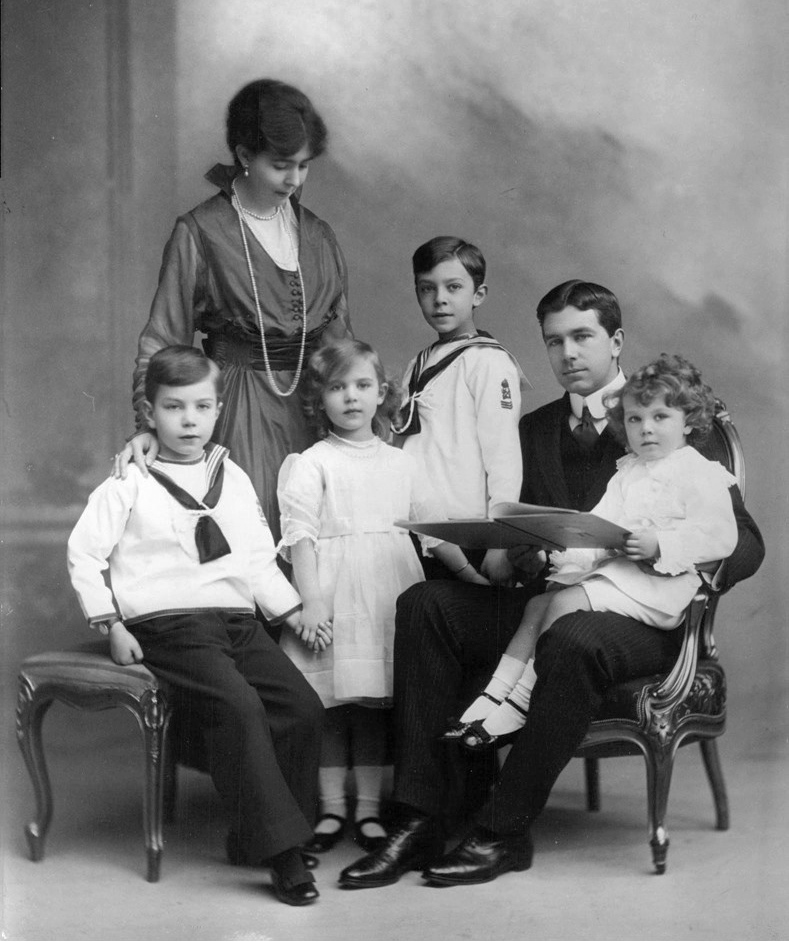
У колі родини

Короткий медовий місяць молодята провели в Ірландії. До шведського порту Мальме прибули 8 липня 1905 року. За дев'ять місяців Маргарита народила первістка. Всього у пари було п'ятеро дітей. У 1907 році Швецію очолив Густав V, Густав Адольф став кронпринцом, а Маргарита кронпринцесою. Їхній шлюб виявився щасливим. Життя у Швеції принцесі сподобалося. Інфанта Еулалія Іспанська свідчила, що кронпринцеса надала шведському двору британської елегантності. Мешкало подружжя у північно-західному крилі Стокгольмського королівського палацу, літо проводили у палаці Софієру поблизу Гельсінборгу на півдні Швеції, на узбережжі протоки Ересунн.
Маргарита успішно вивчала шведську мову і вже за два роки вільно нею володіла. Також опановувала шведську історію та місцеві звичаї. Аби краще познайомитися з країною, часто їздила по її землям інкогніто. У перші роки в Швеції вела себе з великою серйозністю, тому вважалася жорсткою. Згодом, завдяки її інтересу до спорту, люди змогли ближче познайомитися з нею у захопленому та розслабленому стані. Принцеса полюбляла кататися на лижах та ковзанах, грати у хокей з м'ячем, теніс та гольф. У 1908 році заснувала жіночий хокейний клуб, який очолювала протягом решти життя.
Багато листувалася з родичами, брала уроки співу. Цікавилася мистецтвом, особливо картинами Клода Моне, товаришувала з художницею Анною Боберг, разом вони часто малювали. Деякі з картин Маргарити сьогодні прикрашають робочу кімнату королеви Сільвії в Стокгольмському замку. Полюбляла займатися фотографією та садівництвом. У палаці Софієру створювала сади в англійському стилі.

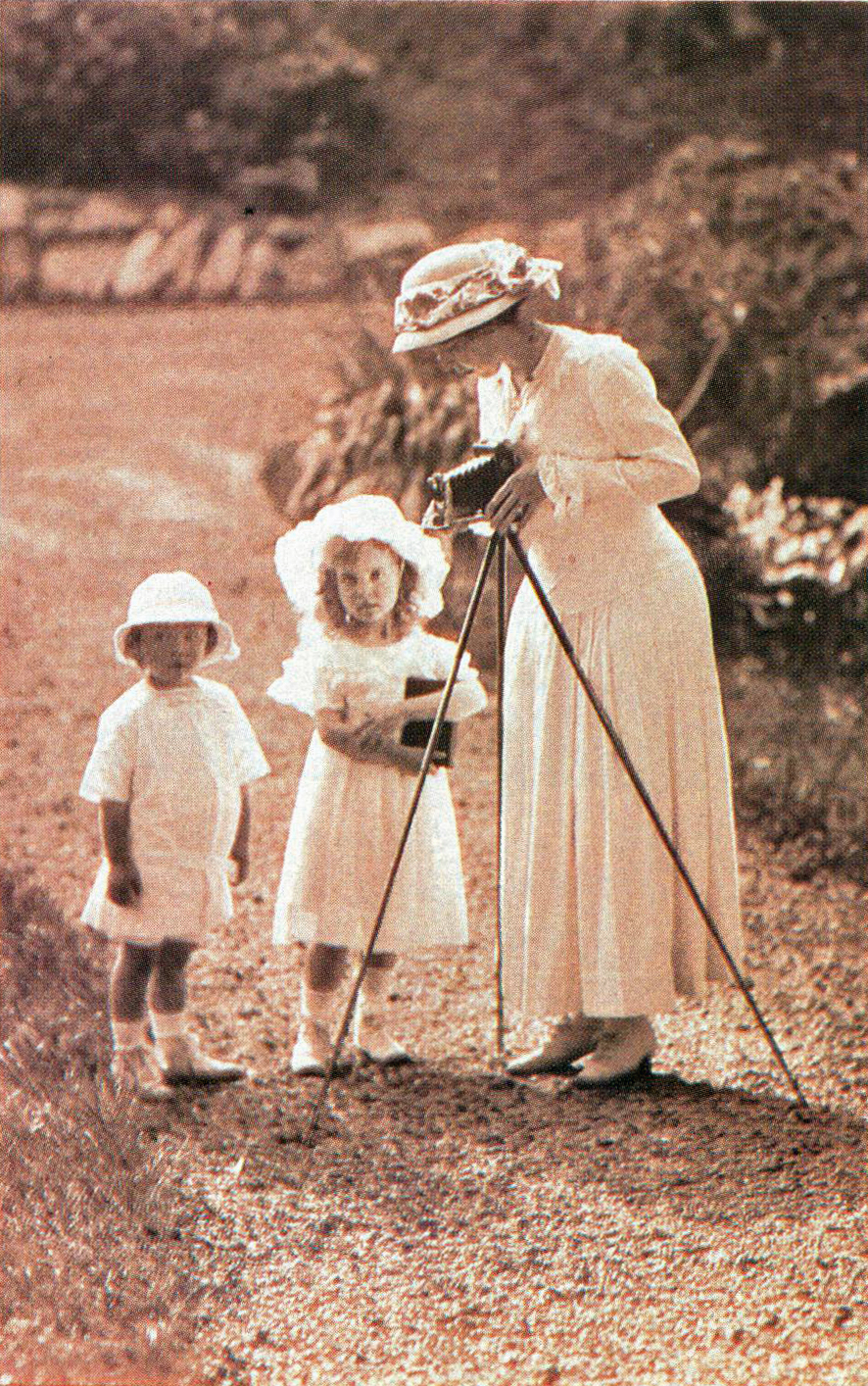
Кронпринцеса полюбляла фотографувати, 1910-ті

Під час Першої світової війни Швеція була нейтральною країною, втім Маргарита створила швейне товариство Kronprinsessans для підтримки Червоного Хреста. Із настанням в країні дефіциту парафіну, організувала збір свічок. У листопаді 1917 року розробила схему навчання дівчаток роботі на землі, того ж року організувала збір для бідних. Виступала в якості посередника для родичів, розділених війною. За її допомогою були передані приватні листи і прохання відстежити людей, зниклих безвісти. Активно допомагала військовополоненим в таборах по всій Європі, особливо британським громадянам. Зусилля кронпринцеси під час війни були пробританськими, на відміну від суворо прогерманських поглядів її свекрухи. Через свою діяльність Маргарита користувалася великою повагою в британських урядових колах. В кінці війни, коли в Швеції були зроблені останні кроки в напрямку повної демократії, позитивне ставлення кронпринцеси до реформи вплинуло на її чоловіка-кронпринца. На відміну від ставлення ворожих до реформи короля Густава та королеви Вікторії, це, як вважають, пом'якшило політичну напруженість і зберегло шведську монархію
Взимку 1919—1920 років, в очікуванні шостої дитини, кронпринцеса кілька разів хворіла. У листопаді 1919 року вона мала гострий середній отит, який у грудні спричинив необхідність хірургічного втручання. У березні 1920 року перенесла вітряну віспу. Під час візиту до Лександу сильно застудилася. 30 квітня у неї діагностували сепсис та прогресуючу серцеву недостатність. 1 травня, перебуваючи на восьмому місяці вагітності, Маргарита померла. Про це повідомив, виступаючи зі зверненням до трудящих, прем'єр-міністр Карл Брантінг.
Була похована на цвинтарі Великої церкви. За два роки її перепоховали, згідно висловлюваного нею бажання, на новоствореному Королівському цвинтарі в парку Хаґа.
У 1950 році Густав Адольф став королем Швеції.

## Родина
Чоловік — Густав Адольф
Діти:
- Густав Адольф (1906—1947) — герцог Вестерботтенский, спадкоємний принц Швеції, був одруженим із принцесою Сибіллою Саксен-Кобург-Готською, мав п'ятеро дітей;
- Сіґвард (1907—2002) — герцог Уппландський, був тричі морганатично одруженим, мав сина;
- Інгрід (1910—2000) — дружина короля Данії Фредеріка IX, мала трьох доньок;
- Бертіль (1912—1997) — герцог Галландський, був одружений з англійською моделлю Ліліан Девіс, дітей не мав;
- Карл Юхан (1916—2012) — граф Вісборг, був двічі одруженим, всиновив двох дітей.

## Нагороди
- Орден Індійської корони (Велика Британія);
- Королівський орден Вікторії та Альберта 2-го класу (Велика Британія);
- Орден Святого Джона (Велика Британія);
- Королівський родинний орден короля Густава V 2-го класу (Швеція).

## Титули
- 15 січня 1882—15 червня 1905 — Її Королівська Високість Принцеса Маргарита Коннаутська;
- 15 червня 1905—8 грудня 1907 — Її Королівська Високість Герцогиня Сконська;
- 8 грудня 1907—1 травня 1920 — Її Королівська Високість Кронпринцеса Швеції, Герцогиня Сконська.